# L 98-59
Désignations
L 98-59 est une étoile naine rouge de la constellation du Poisson volant. Elle est distante de ∼ 34,6 a.l. (∼ 10,6 pc) de la Terre.

## Système planétaire

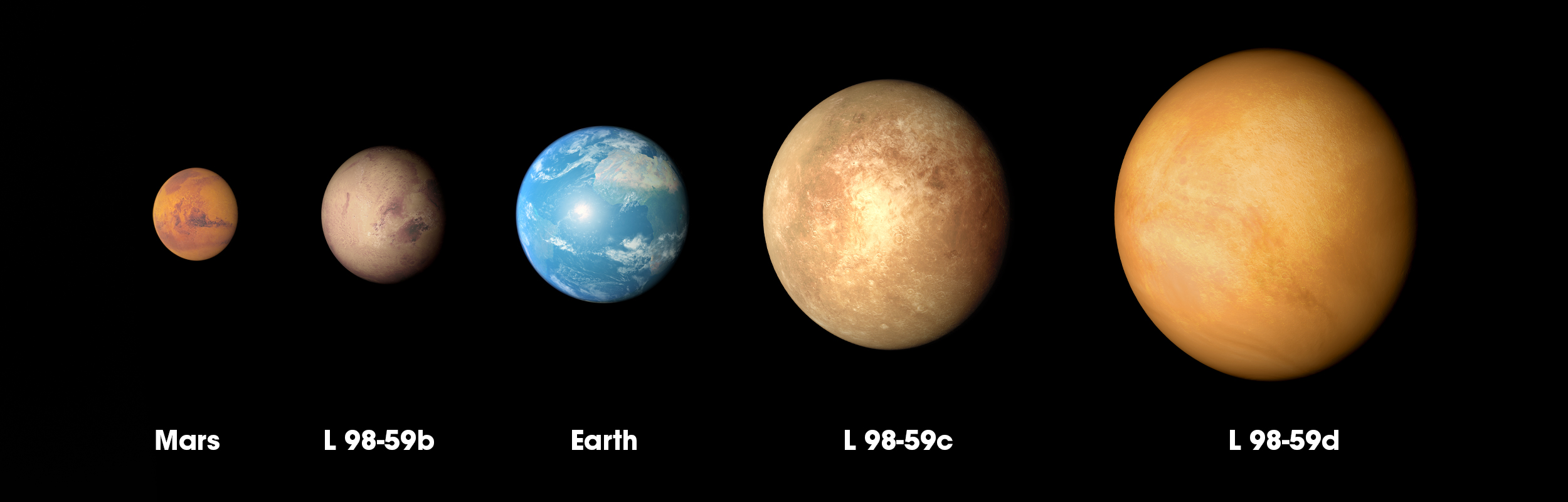
Comparaison de la taille des planètes.

Trois exoplanètes orbitant autour de l'étoile ont été découvertes en 2018, L 98-59 b, L 98-59 c et L 98-59 d. Ces planètes sont probablement telluriques et ont été découvertes par spectrovélocimétrie avec HARPS, et par transit avec TESS,. Une quatrième planète, L 98-59 e, et annoncée en 2021, en même temps qu'un candidat supplémentaire,.
| Planète | Masse | Demi-grand axe (ua) | Période orbitale (jours) | Excentricité | Inclinaison | Rayon      |
| ------- | ----- | ------------------- | ------------------------ | ------------ | ----------- | ---------- |
| b       | —     | 0,022 7             | 2,253 2                  | 0,09         |             | 0,064 2 RJ |
| c       | —     | 0,031 5             | 3,690 4                  | 0,09         |             | 0,115 1 RJ |
| d       | —     | 0,05                | 7,451 3                  | 0,18         |             | 0,122 2 RJ |

## Galerie

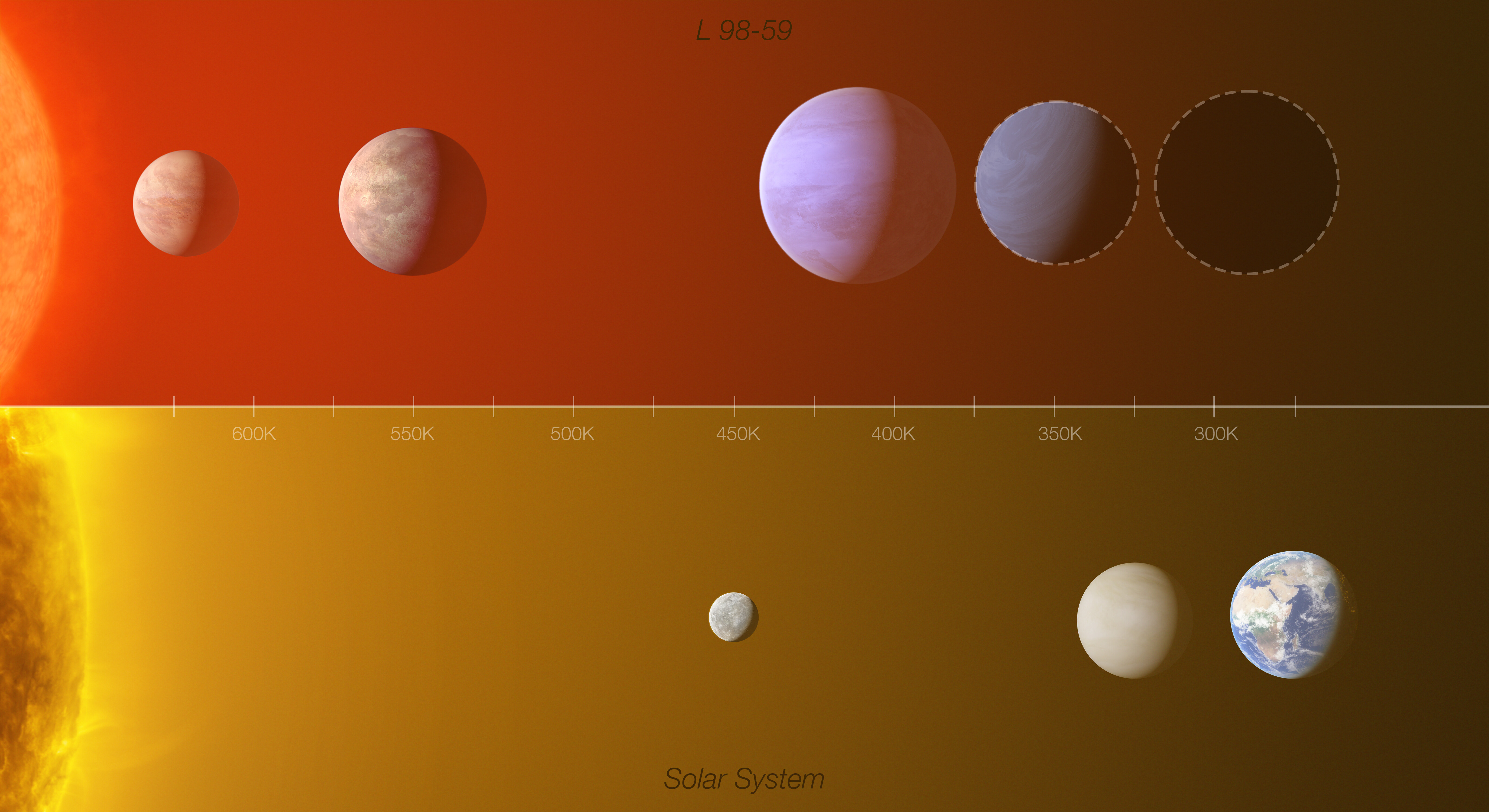
Vue d'artiste du système de L 98-59, comparé au Système solaire interne. Les distances ne sont pas à l'échelle.